# Babler-oxidatie
De Babler-oxidatie is een organische reactie waarbij een tertiair allylisch alcohol met pyridiniumchlorochromaat (PCC) wordt geoxideerd tot een enon:
In het geval van een alfa-alkeen wordt een geconjugeerd aldehyde gevormd, in het andere geval een geconjugeerd keton. De reactie dient te worden uitgevoerd in een droog oplosmiddel, zoals dichloormethaan of chloroform.

## Reactiemechanisme
De reactie start met de vorming van een chromaatester (1), waarna een [3,3]-sigmatrope omlegging optreedt tot een nieuwe chromaatester (2). Deze ondergaat een oxidatie tot het geconjugeerd enon (3):
Als alternatief voor PCC kan ook TEMPO worden aangewend.